# Skallingen
Skallingen ist eine Halbinsel an der dänischen Nordseeküste zwischen der Landspitze Blåvands Huk und der Insel Fanø. Sie gehört zum Nationalpark Dänisches Wattenmeer, der 2010 eingerichtet worden ist.
Der Nehrungshaken entstand erst im 17. Jahrhundert nach der Burchardiflut von 1634. Um 1910 war er etwa 9 km lang, derzeit misst er etwa 7 km in der Länge und 3 km in der Breite. Das rund 2.000 ha große, unbewohnte Gebiet wird als Staatsbesitz von der Naturbehörde Naturstyrelsen beaufsichtigt.
Der lange flache Sandstrand ist ein beliebtes Ausflugsziel, hinter den Dünen liegen nur wenige Ferienhäuser. Auf der Marsch weiden im Sommerhalbjahr Kühe und Schafe. 
Die nächstgelegene Siedlung ist Ho. Von hier können zwischen 15. Juli und 15. September bei Ebbe Wattwanderungen in der Ho Bugt unternommen werden, hinüber zur Vogelinsel Langli. Die Ho-Bucht bildet den nördlichen Abschluss des Wattenmeeres der Nordsee. 
Auf Skallingen waren noch bis 2012 deutsche Minenfelder aus dem Zweiten Weltkrieg ausgelegt. 2005 wurden einige Strandabschnitte deshalb für die Öffentlichkeit gesperrt. Für rund 100 Millionen Kronen (ca. 13 Millionen Euro) ließ der dänische Staat die Minen beseitigen. Trotz der Räumung werden weiterhin Minen gefunden.